# Doppelte Wesentlichkeit
Die doppelte Wesentlichkeit (englisch: double materiality) ist ein Konzept aus der Nachhaltigkeitsberichterstattung, das Unternehmen verpflichtet, Informationen sowohl aus finanzieller als auch aus gesellschaftlich-ökologischer Perspektive offenzulegen. Es spielt eine zentrale Rolle im Rahmen der Corporate Sustainability Reporting Directive (CSRD) und den European Sustainability Reporting Standards (ESRS) der Europäischen Union.

## Definition
Das Konzept der doppelten Wesentlichkeit erweitert die traditionelle Betrachtung der Wesentlichkeit (materiality), die sich ausschließlich auf die Auswirkungen von Umwelt-, Sozial- und Governance-Faktoren (ESG) auf den wirtschaftlichen Erfolg eines Unternehmens konzentriert. Im Rahmen der doppelten Wesentlichkeit müssen Unternehmen sowohl:
- Outside-in-Perspektive: Die finanziellen Chancen und Risiken von Nachhaltigkeitsthemen auf die finanzielle Lage und Geschäftsentwicklung des Unternehmens (finanzielle Wesentlichkeit).
- Inside-out-Perspektive: Die Auswirkungen des Unternehmens auf Umwelt, Gesellschaft und Menschenrechte (Impact-Wesentlichkeit).

Nur wenn beide Perspektiven betrachtet werden, erfüllen Unternehmen die Anforderungen der doppelten Wesentlichkeit vollständig.

## Ursprung und Entwicklung
Die Idee der doppelten Wesentlichkeit wurde erstmals prominent im Rahmen der 2019 veröffentlichten Leitlinien zur nichtfinanziellen Berichterstattung der Europäischen Kommission eingeführt. Mit der Verabschiedung der CSRD 2023 wurde sie verbindlicher Bestandteil der Nachhaltigkeitsberichterstattungspflichten für viele europäische Unternehmen.
Das Konzept findet sich außerdem in den Entwürfen und finalen Versionen der European Sustainability Reporting Standards (ESRS) sowie in Teilen in internationalen Initiativen wie der Global Reporting Initiative (GRI) und der Task Force on Climate-related Financial Disclosures (TCFD).

## Bedeutung für Unternehmen
Die doppelte Wesentlichkeit verlangt von Unternehmen ein erweitertes Risikomanagement und eine umfassendere Stakeholderperspektive. Sie stärkt die Transparenz gegenüber Investoren, Regulierungsbehörden und der Öffentlichkeit und fördert verantwortungsvolles unternehmerisches Handeln.
Zudem können Unternehmen durch die frühzeitige Identifikation und Bewertung von Nachhaltigkeitsrisiken strategische Vorteile gewinnen, beispielsweise durch bessere Vorbereitung auf regulatorische Veränderungen oder durch Erschließung nachhaltiger Geschäftsmöglichkeiten.

## Schritte der doppelten Wesentlichkeitsanalyse
Die EFRAG empfiehlt die Durchführung der doppelten Wesentlichkeitsanalyse in vier Hauptschritten, die flexibel an die spezifischen Gegebenheiten eines Unternehmens angepasst werden können:

### Verständnis des Kontexts
Das Unternehmen entwickelt ein umfassendes Verständnis seiner Tätigkeiten, Geschäftsbeziehungen und des regulatorischen Umfelds. Dazu gehört die Analyse:
- der eigenen Geschäftsstrategie, Wertschöpfungskette und betroffenen Stakeholder,
- der geografischen Standorte und branchenspezifischen Risiken,
- sowie relevanter externer Faktoren wie gesetzlicher Vorgaben oder gesellschaftlicher Trends.

Dieses Kontextverständnis bildet die Grundlage für die Identifikation wesentlicher Nachhaltigkeitsthemen.

### Identifikation von Auswirkungen, Risiken und Chancen (IROs)
Im zweiten Schritt wird eine vollständige Liste der tatsächlichen und potenziellen Impact-Risks-Opportunities (IROs) erstellt:
- Berücksichtigung aller Umwelt-, Sozial- und Governance-Themen gemäß ESRS 1 AR 16
- Einbeziehung auch unternehmensspezifischer Themen, falls diese über den Standardkatalog hinausgehen
- Betrachtung sowohl der eigenen Geschäftstätigkeit als auch der gesamten Wertschöpfungskette (upstream und downstream)

### Bewertung und Bestimmung der Wesentlichkeit
Anschließend werden die identifizierten IROs analysiert, um ihre Wesentlichkeit zu bestimmen:
- Impact Materiality wird anhand von Schweregrad (Umfang, Tragweite, Umkehrbarkeit) und Eintrittswahrscheinlichkeit bewertet.
- Financial Materiality wird anhand der Wahrscheinlichkeit und potenziellen finanziellen Auswirkungen auf Unternehmensperformance, Finanzlage und Zugang zu Kapital beurteilt.

Die Ergebnisse der beiden Perspektiven werden konsolidiert, wobei Synergien zwischen Impact und Financial Materiality beachtet werden. Dabei sind qualitative und quantitative Schwellenwerte sowie fundierte Ermessensentscheidungen erforderlich.

### Berichterstattung
Zum Abschluss muss das Unternehmen:
- den Prozess der Wesentlichkeitsanalyse offenlegen (nach ESRS 2 IRO-1)
- die identifizierten wesentlichen IROs und deren Wechselwirkung mit der Unternehmensstrategie darstellen (ESRS 2 SBM-3)
- sowie die konkret offenzulegenden Informationen und deren Auswahlkriterien erläutern (ESRS 2 IRO-2)

Dabei sind insbesondere die gesetzten Schwellenwerte, angewandte Methoden und Annahmen nachvollziehbar zu dokumentieren.